# ليزا فرانكل
ليزا فرانكل هي  طبيبة أطفال  أمريكية تعمل حالياً أستاذاً في جامعة واشنطن وزميلة منتخبة في الجمعية الأمريكية لتقدم العلوم.

## التعليم
حصلت على درجة البكالوريوس في جامعة كنساس من 1973 إلى 1977 ودرجة الماجستير في المركز الطبي بجامعة كانساس في الفترة من 1977 إلى 1981.

## البحث
تنطوي بحوثها حول انتقال فيروس نقص المناعة البشرية من الأم إلى الطفل وكذلك عدوى الأطفال حديثي الولادة.